# Deddingabuurt
Deddingabuurt (Stellingwerfs: Deddigebuurt of Deddigeburen; Fries: Deddingabuert of Deddingabuorren) is een buurtschap in de gemeente Ooststellingwerf, in de Nederlandse provincie Friesland. Het ligt aan de oostkant van Oldeberkoop, waaronder het ook formeel valt.
Ten zuiden met de kruising van de Deddingabuurt met de Bovenweg ligt de buurtschap Bekhof. Deddingabuurt werd in de 17e eeuw vermeld als Doddingebuyrt, in 1718 als Deddinga Buiren, in 1861 als Deddingabuurt en in 1899 kwam de spelling Dedgeburen voor naast Deddingbuur en Deddingabuurt.
De plaatsnaam verwijst waarschijnlijk naar de nederzetting (buren) van de familie Deddinga. De buurtschap bestond lang uit 2 a 3 boerderijen. In 1840 waren dit er twee met 13 bewoners. Aan de gelijknamige weg, de Deddingabuurt, liggen geen woningen. De bewoning van de buurtschap is gelegen aan de Oosterwoldseweg, vanaf even voor de kruising met de Deddingabuurt tot aan de Grindweg. Soms wordt het eerste huis van de Grindweg bij de buurtschap gerekend.